# مرض قلبي خلقي
المرض القلبي الخلقي، يُعرف أيضًا باسم العيب القلبي الخلقي أو الداء القلبي الخلقي، هو عيب في بنية القلب أو الأوعية الدموية الكبيرة يحدث منذ الولادة. تعتمد العلامات والأعراض على نمط العيب المحدد. قد لا توجد أعراض وقد توجد وتكون مهددة للحياة. يمكن أن تشمل الأعراض في حال وجودها سرعة في التنفس، ازرقاق الجلد (زرقة)، بطء اكتساب الوزن، والشعور بالتعب. لا يسبب المرض القلبي الخلقي ألمًا في الصدر. معظم أمراض القلب الخلقية غير مرتبطة بأمراض أخرى. إحدى مضاعفات المرض القلبي الخلقي هي قصور القلب.
غالبًا ما يكون سبب المرض القلبي الخلقي غير معروفًا. تشمل عوامل الخطر بعض الإصابات أثناء الحمل مثل الحصبة الألمانية، أو استخدام بعض الأدوية أو المخدرات مثل الكحول أو التبغ، أو زواج الأقارب، أو وجود حالة من سوء التغذية أو السمنة لدى الأم. تعد إصابة أحد الوالدين بمرض قلبي خلقي أيضًا عامل خطر. ترتبط بعض الحالات الوراثية بأمراض القلب، بما في ذلك متلازمة داون ومتلازمة تيرنر ومتلازمة مارفان. تنقسم أمراض القلب الخلقية إلى مجموعتين رئيسيتين: أمراض القلب الزراقية وأمراض القلب اللازراقية، اعتمادًا على إمكانية حدوث ازرقاق الجلد لدى الطفل. قد تتضمن العيوب الجدران الداخلية للقلب أو صمامات القلب أو الأوعية الدموية الكبيرة التي ترد إلى القلب أو تصدر عنه.
يمكن الوقاية جزئياً من الأمراض القلبية الخلقية بإعطاء لقاح الحصبة الألمانية، وإضافة اليود إلى الملح، وإضافة حمض الفوليك إلى بعض المنتجات الغذائية. بعض الأمراض لا تحتاج إلى علاج. بعضها الآخر قد يُعالج بفعالية من خلال إجراءات القسطرة أو جراحة القلب. في بعض الأحيان قد توجد حاجة إلى عدد من العمليات، أو قد توجد حاجة لعملية زراعة القلب. بالعلاج المناسب، تكون النتائج جيدة عمومًا، حتى مع وجود مشاكل معقدة.
تعد الأمراض القلبية الخلقية أكثر الأمراض الخلقية شيوعًا. في عام 2015، وُجد نحو 48.9 مليون شخص مصاب على مستوى العالم. وهي تصيب ما بين 4-75 شخص لكل 1000 مولود حي، وهذا يتوقف على كيفية تشخيصهم. يحدث لدى 6-19 لكل 1000 مُصاب درجة معتدلة إلى حادة من المشاكل الصحية. الأمراض القلبية الخلقية هي السبب الرئيسي للوفيات المرتبطة بالأمراض الخلقية: في عام 2015، تسببت هذه الأمراض ب 300,300 حالة وفاة، انخفاضًا من 366,000 حالة وفاة في عام 1990.

## العلامات والأعراض
ترتبط العلامات والأعراض بنوع المرض القلبي وشدته. تظهر الأعراض في كثير من الأحيان في وقت مبكر من الحياة، لكن من الممكن ألا تُكتشف بعض الأمراض القلبية الخلقية أثناء الحياة. بعض الأطفال لا يظهرون أعراضًا، بينما قد يظهر لدى آخرين ضيق في التنفس، زرقة، إغماء، لغظ القلب (النفخة القلبية)، ضعف نمو الأطراف والعضلات، سوء التغذية أو خلل في النمو، أو التهابات الجهاز التنفسي. تسبب أمراض القلب الخلقية خلل في بنية القلب يؤدي إلى إنتاج أصوات معينة تسمى نفخة القلب. يمكن كشفها في بعض الأحيان عن طريق التسمع. ومع ذلك، ليست كل نفخات القلب ناجمة عن أمراض قلبية خلقية.

### الحالات المرتبطة
ترتبط الأمراض القلبية الخلقية بزيادة حالات الإصابة بسبع حالات طبية محددة أخرى، تسمى معًا متلازمة فاكترل:
- عيوب في الفقرات
- رتق الشرج
- عيوب قلبية وعائية
- ناسور قصبي مريئي
- رتق المريء
- عيوب في الكلية و/أو الكعبرة
- عيوب في الأطراف

يعد عيب الحاجز البطيني، وعيوب الحاجز الأذيني، ورباعية فالو أكثر عيوب القلب الخلقية شيوعًا التي تظهر في متلازمة فاكترل. تشمل العيوب الأقل شيوعًا في المتلازمة هي الجذع الشرياني وانقلاب وضع الشرايين الكبرى.

## الأسباب
قد يكون سبب مرض القلب الخلقي وراثيًا أو بيئيًا أو مزيجًا من الاثنين.

### الوراثة
تمثل الطفرات الوراثية، وغالبًا ما تكون فرادية، أكبر سبب معروف لأمراض القلب الخلقية.

### البيئة
تشمل العوامل البيئية المعروفة بعض الإصابات أثناء الحمل مثل الحصبة الألمانية والمخدرات (الكحول والهيدانتون والليثيوم والثاليدوميد) وأمراض الأم (داء السكري، بيلة الفينيل كيتون، الذئبة الحمامية الجهازية). ويبدو أن تعاطي الكحول من قبل الأب يزيد من خطر حدوث أمراض القلب الخلقية.
يزيد فرط الوزن أو السمنة من خطر الإصابة بأمراض القلب الخلقية. بالإضافة إلى ذلك، عند زيادة السمنة لدى الأم، يزداد خطر الإصابة بأمراض القلب. لم تُحدد آلية فيزيولوجية متميزة لشرح العلاقة بين السمنة لدى الأم وأمراض القلب الخلقية، لكن تظهر بعض الدراسات وجود علاقة مع نقص حمض الفوليك قبل الحمل والسكري.

### الآلية
يوجد تسلسل معقد من الأحداث التي تؤدي إلى تشكل القلب عند الولادة وتعطيل أي جزء قد يؤدي إلى حدوث عيب. أجريت دراسات على التوقيت المنظم لنمو الخلايا، وهجرة الخلايا، وموت الخلايا المبرمج («الاستماتة») على نطاق واسع، وتحددت الجينات التي تتحكم في العملية. في نحو اليوم الخامس عشر من النمو، تكون الخلايا التي ستشكل القلب موجودة في شريطين بشكل نعل الفرس ضمن الطبقة النسيجية الوسطى (الأديم المتوسط)، وتهاجر بعض الخلايا من جزء من الطبقة الخارجية (الأديم الظاهر)، العرف العصبي، وهو مصدر مجموعة متنوعة من الخلايا الموجودة في جميع أنحاء الجسم. في اليوم 19 من التطور، يتشكل زوج من العناصر الوعائية، «أنابيب الشغاف». يلتحم الأنبوبان عندما تخضع الخلايا بينها للموت المبرمج وتهاجر الخلايا من أول حيز للقلب إلى الأنبوب، وتشكل حلقة من الخلايا القلبية (خلايا عضلية) حولها في اليوم 21. في اليوم 22، يبدأ القلب بالنبض وبحلول اليوم 24، يبدأ دوران الدم.
في اليوم 22، يكون جهاز الدوران متناسقًا بجانبيه الاثنين مع الأوعية المزدوجة في كل جانب ويكون القلب مؤلفًا من أنبوب بسيط يقع في منتصف الخط الناصف الجسم. تكون الأجزاء التي ستشكل الأذين وتتوضع قرب الرأس الأكثر بعدًا عن الرأس. من الأيام 23 إلى 28، ينطوي أنبوب القلب ويلتوي، إذ تتحرك البطينات المستقبلية يسار الوسط (الموقع النهائي للقلب) ويتجه الأذينان باتجاه الرأس.
في اليوم 28، تبدأ المناطق النسيجية في الأنبوب القلبي بالتوسع نحو الداخل. بعد نحو أسبوعين، تندمج هذه التوسعات، «الحاجز الأولي» الغشائي و«وسائد الشغاف» العضلية، لتشكيل حجرات القلب الأربعة. يؤدي فشل الاندماج بشكل صحيح إلى عيب قد يسمح بتسرب الدم بين الحجرات. بعد حدوث ذلك، تبدأ الخلايا التي هاجرت من العرف العصبي بتقسيم البصلة القلبية، وينقسم المسلك الرئيسي للخارج إلى قسمين بواسطة نمو حاجز متصاعد، لتتشكل الأوعية الكبيرة -الجزء الصاعد من الشريان الأبهر والجذع الرئوي. إذا كان الفصل غير مكتمل، تكون النتيجة تشكل «جذع شرياني مستديم». قد ينعكس توضع الأوعية («انقلاب وضع الأوعية الكبرى»). يجب أن ينتقل نصفي المسلك المنقسم إلى المواضع الصحيحة على البطينين المناسبين. قد يؤدي الفشل إلى تدفق بعض الدم إلى الوعاء الخاطئ (الأبهر الممتطي). يحتوي القلب المكون من أربع حجرات والأوعية الكبيرة على الميزات اللازمة لنمو الجنين. تكون الرئتان ضيقتين ولا يمكنهما استيعاب حجم الدورة الدموية بالكامل. يوجد هيكلان يؤمنان تدفق الدم بعيدًا عن الرئتين. تموت الخلايا الموجودة في جزء من الحاجز الأولي ما يؤدي إلى حدوث ثقب بينما تنمو الخلايا العضلية، «الحاجز الثانوي»، على الجانب الأذيني الأيمن من الحاجز الأولي، باستثناء منطقة واحدة، تاركةً فجوة يمكن من خلالها أن ينتقل الدم من الأذين الأيمن إلى الأذين الأيسر، هي الثقبة البيضوية. القناة الشريانية هي وعاء صغير يسمح بمرور الدم من الجذع الرئوي إلى الشريان الأبهر.

## التشخيص
يمكن تشخيص العديد من أمراض القلب الخلقية قبل الولادة عن طريق تخطيط صدى القلب للجنين. وهو اختبار يمكن إجراؤه خلال الثلث الثاني من الحمل، عندما تكون المرأة حامل منذ نحو 18-24 أسبوع. يمكن إجراء تخطيط الصدى البطني أو تخطيط الصدى المهبلي.
إذا وُلد طفل مصاب بمرض القلب الزراقي، عادةً ما يُشخص بعد الولادة بفترة وجيزة بسبب لون جلده الأزرق (الزرقة).
إذا وُلد طفل مصاب بعيب حاجزي أو عيب انسدادي، غالبًا ما تكون أعراضه ملحوظة فقط بعد عدة أشهر أو أحيانًا بعد سنوات عديدة.

### التصنيف
يوجد عدد من أنظمة التصنيف لأمراض القلب الخلقية. في عام 2000، وُضعت التسمية الدولية لجراحة القلب الخلقية لتوفير نظام تصنيف عام.

#### نقص التنسج
يمكن لنقص التنسج أن يؤثر على القلب، وعادًة ما يؤدي إلى نقص نمو البطين الأيمن أو البطين الأيسر. هذا يسبب قدرة جانب واحد فقط من القلب على ضخ الدم إلى الجسم والرئتين بشكل فعال. يعد نقص تنسج القلب نادر الحدوث لكنه أخطر أشكال الأمراض القلبية الخلقية. ويسمى متلازمة القلب الأيسر ناقص التنسج عندما يؤثر على الجانب الأيسر من القلب ومتلازمة القلب الأيمن ناقص التنسج عندما يؤثر على الجانب الأيمن من القلب. في كلتا الحالتين، يعد وجود قناة شريانية مفتوحة (وعندما يؤثر نقص تنسج الدم على الجانب الأيمن من القلب، الثقبة البيضوية السالكة) أمرًا أساسيًا لقدرة الرضيع على النجاة حتى يمكن إجراء جراحة قلبية طارئة، لأنه بدون هذه الممرات لا يمكن أن ينتقل الدم إلى الجسم (أو الرئتين، بحسب أي جانب من القلب مصاب). يعد نقص تنسج القلب مرض قلب زراقي عمومًا.

#### العيوب الانسدادية
تحدث العيوب الانسدادية عندما تكون صمامات القلب والشرايين والأوردة ضيقة أو مسدودة بشكل غير طبيعي. تشمل العيوب الشائعة التضيق الرئوي، تضيق الصمام الأبهري، وتضيق الأبهر، أما الأنواع الأخرى من العيوب مثل تضيق الصمام الأبهري ثنائي الشرف والتضيق تحت الأبهر، فتعد نادرة نسبيًا. يمكن لأي تضيق أو انسداد أن يسبب تضخم القلب أو ارتفاع ضغط الدم.

#### العيوب الحاجزية
الحاجز القلبي هو جدار من الأنسجة يفصل القلب الأيسر عن القلب الأيمن. تسمح العيوب الموجودة في الحاجز بين الأذينين أو الحاجز بين البطينين بتدفق الدم من الجانب الأيمن من القلب إلى الجانب الأيسر، ما يقلل من كفاءة عمل القلب. عيوب الحاجز البطيني هي أكثر أنواع أمراض القلب الخلقية شيوعًا، على الرغم من أن نحو 30% من البالغين لديهم نوع من عيب الحاجز الأذيني يسمى الثقبة البيضوية السالكة.

#### العيوب الزراقية
تسمى أمراض القلب الزراقية هكذا لأنها تؤدي إلى الزرقة، وهو تلون الجلد بلون رمادي مزرق بسبب نقص الأكسجين في الجسم. وتشمل هذه العيوب الجذع الشرياني المستديم، العود الوريدي الرئوي الشاذ الكامل، رباعية فالو، انقلاب وضع الأوعية الكبرى، ورتق الصمام الثلاثي الشرفات.

## العلاج
قد تتطلب الأمراض القلبية الخلقية جراحة وأدوية. تشمل الأدوية مدرات البول التي تساعد الجسم في التخلص من الماء والأملاح، والديجوكسين لتقوية تقلص القلب. هذا يبطئ نبضات القلب ويزيل بعض السوائل من الأنسجة. تتطلب بعض الأمراض عمليات جراحية لإعادة الدورة الدموية إلى وضعها الطبيعي وفي بعض الحالات، توجد حاجة إلى جراحات متعددة.
يحتاج كثير من الناس إلى رعاية قلبية متخصصة مدى الحياة، بدايةً مع طبيب قلبية مختص بالأطفال وبعد ذلك مع طبيب قلبية مختص بالأمراض الخلقية للبالغين. يوجد أكثر من 1.8 مليون شخص بالغ يعانون من أمراض قلبية خلقية.

## الوبائية
تعد عيوب القلب من أكثر العيوب الخلقية شيوعًا، إذ تصيب نحو 1% من المواليد الأحياء (تصيب 2-3% منها الصمام الأبهري ثنائي الشرف). في عام 2013، كان يوجد 34.3 مليون شخص يعانون من أمراض قلبية خلقية. في عام 2010، حدثت 223000 حالة وفاة، بانخفاض عن 278000 حالة وفاة في عام 1990.
بالنسبة لعيوب القلب الخلقية التي تظهر دون تاريخ عائلي، يبلغ خطر التكرار في الذرية نحو 3-5%. يكون هذا الخطر أعلى في انسداد مخرج البطين الأيسر، التوضع المغاير، وعيب الحاجز الأذيني البطيني.

## المصطلح
تُعرف عيوب القلب الخلقية بعدة أسماء، بما في ذلك شذوذ القلب الخلقي، أمراض القلب الخلقية، العيوب القلبية، والتشوهات القلبية الوعائية الخلقية.

## روابط خارجية
- Congenital Heart Disease, Causes and Its Treatment
- مرض قلبي خلقي على مشروع الدليل المفتوح
- Cove Point Foundation Congenital Heart Disease website — comprehensive patient education, including animations of surgeries and interventions
- Congenital Heart Surgeons' Society Data Center — a research organization based at The Hospital for Sick Children, Toronto
- Congenital heart disease information for parents.